# Follow You
«Follow You» es el quinto sencillo grabada por la banda de rock británico Bring Me the Horizon. Fue producido por el tecladista Jordan Fish y el vocalista Oliver Sykes, que se presentó el quinto álbum de estudio llamado That's The Spirit. La canción alcanzó el número 95 en la lista de sencillos del Reino Unido y de la cabeza de la lista de sencillos del Reino Unido rock y metal.

## Antecedentes
El vocalista Oliver Sykes y el teclista Jordan Fish originalmente comenzaron a escribir "Follow You" en torno al mismo tiempo, ya que escribió "Drown", que fue lanzado como sencillo en 2014. De acuerdo con Sykes, letras de las canciones eran sobre la base de su relación con su esposa durante "una mala racha en particular, cuando las cosas no se veían demasiado bueno"; en un comentario de pista por pista del álbum de Spotify, explicó que el mensaje principal fue que "no importa lo mal estar juntos a veces pueden ser, la alternativa es mucho peor".
"Follow You" fue revelado por primera vez en un tráiler corto, junto a otro para That's The Spirit para abrir la canción "Doomed", el 28 de agosto de 2015. El escritor de Alternative Press Tom Bryant describió como "una emotiva balada llena de la electrónica Skittering". Andy Biddulph de rock Sound describió como "una canción de amor y/o lo más cercano a lo que esta banda ha escrito nunca", y como "cruce entre PVRIS y Linkin Park."

## Vídeo musical
El vídeo musical de "Follow You" fue estrenada el 16 de marzo de 2016 sitio web de noticias de música Blabbermouth.net. El video fue codirigida por el líder de Bring Me the Horizon Oliver Sykes y Frank Borin, el vídeo muestra una serie de hechos violentos descritos por una serie de comentaristas como que conduce al fin del mundo, incluidos los actos aparentemente aleatorios de violencia, asesinatos, incendios y daños a la propiedad, como un hombre joven escucha la canción, baila y canta en la calle, ajeno a los acontecimientos de su entorno. El escritor de Loudwire Joe DiVita propone que mientras que el vídeo fue "brutalmente gráfico" y "NSFW", esto sirvió como "la yuxtaposición perfecta" a la "canción sombría y emocional" a la que fue el acompañamiento visual.

## Controversia
El vídeo fue señalado por muchos críticos por su naturaleza gráfica. El escritor de Rock Sound Andy Biddulph, por ejemplo, describió el video como "horrible", señalando que contenía "gore, la muerte, las armas y la violencia contra los animales". Del mismo modo, James Hingle de Kerrang! advirtió que era "no para los débiles de corazón". De particular contención era una escena en la que un Golden retriever es asesinado por un cartero. Zach Dionne reaccionaron al video simplemente con la frase "¿Qué carajo", antes de reprender a ella como "un inmenso paso en falso" de la banda. Emmy Mack de música alimenta muestra de shock en el video, y lo describió como "un horrible, NSFW puto baño de sangre", aunque lo hicieron alabar la producción señalando que" todo esto es una película de mierda de terror maldito dios. Pero al menos es una superproducción de uno ". 
Más tarde, la banda Bring Me the Horizon respondió posteriormente a la controversia en Twitter, bromeando sobre el perro del destino.

## Recepción

### El rendimiento comercial
"Follow You" entró en el Lista de Reino Unido de rock y metal en el número seis el 18 de septiembre de 2015, tras la publicación de Ese es el espíritu,  cuando se registró también en la principal lista de sencillos del Reino Unido para una semana de aislamiento en el número 95. [ 16] Después de mover arriba y abajo entre los diez primeros durante varios meses, que más tarde encabezó la lista de sencillos del Reino Unido rock y metal el 25 de marzo de 2016, la sustitución del "Paranoia" de A Day to Remember. En los Estados Unidos, la pista alcanzó el número 34 en la Valla publicitaria carta caliente de las canciones de la roca.

## Posicionamiento en lista
| Lista (2015)                  | Posiciones |
| ----------------------------- | ---------- |
| UK Singles (OCC)              | 95         |
| UK Rock & Metal Singles (OCC) | 1          |
| US Hot Rock Songs (Billboard) | 34         |

## Certificaciones
| País        | Organismo certificador | Certificación | Ventas certificadas | Ref.   |
| ----------- | ---------------------- | ------------- | ------------------- | ------ |
| Australia   | ARIA                   | Oro           | 35 000              | [ 8 ]  |
| México      | AMPROFON               | Oro           | 30 000              | [ 9 ]  |
| Reino Unido | BPI                    | Plata         | 200 000             | [ 10 ] |